# Guðbjörg Gunnarsdóttir
Guðbjörg "Gugga" Gunnarsdóttir (født 18. maj 1985) er en islandsk fodboldspiller, der spiller som målmand i den svenske Damallsvenskan klub Djurgårdens IF Dam og for Islands landshold. Hun repræsenterede sit land ved EM i fodbold for kvinder i 2009 og 2013  og igen i 2017. På klubniveau har hun tidligere spillet for LSK Kvinner FK og Avaldsnes IL i den norske Toppserien, Turbine Potsdam i den tyske Frauen-Bundesliga og FH og Valur i den islandske Úrvalsdeild.